# 瀬戸内市立牛窓東小学校
瀬戸内市立牛窓東小学校（せとうちしりつ うしまどひがししょうがっこう）は、岡山県瀬戸内市にある公立小学校。

## 沿革

### 年表
- 2004年11月1日 - 合併に伴い牛窓町立牛窓東小学校から「瀬戸内市立牛窓東小学校」に改称。

## 教育目標
- 「ひろい心」と「きりひらく力」を身につけた 自らかがやく子どもを育成する。

### めざす学校像
「輝く海の見える学校　わくわくする場所」

- 「豊かな心」・「確かな学び」・「健やかな体・心」をバランスよく育む学校

### めざす児童像
- 「やさしさいっぱい」の子
- 「工夫いっぱい」の子
- 「元気いっぱい」の子

### めざす教育活動
- 家庭・地域と協働し，子どもたち一人一人の学びと育ちを教職員全員で支える。

## 通学区域
- 瀬戸内市
  - 牛窓町牛窓[1]

## 進学先中学校
- 瀬戸内市立牛窓中学校[1]

## 交通
- 東備バス綾浦バス停より徒歩1分

## 通学区域が隣接している学校
- 瀬戸内市立牛窓西小学校
- 瀬戸内市立牛窓北小学校
- 瀬戸内市立邑久小学校